# Вознесењска црква у Коломенском
Вознесењска црква у Коломенском  је најстарија црква (1532) у Коломенском (руски: Коло́менское), бившем царском поседу који се налази неколико километара југоисточно од средишта Москве, на путу према граду Коломна (по чему је добило и име). Ова црква била је прва од касније многих камених цркава са високим торњем који је имао куполу у облику шатора, чиме је престало коришћење византијске архитектуре и настала је руска архитектура. Због тога је 1994. године Вознесењска црква у Коломенском уписана на УНЕСКО-в Списак места Светске баштине у Европи.

## Положај и заштита
Храм Вазнесења Господњег се налази у насељу Коломенско које је од давнина било омиљено место великих московских кнежева и руских царева, који су ту себи подизали дворце, градили цркве и садили вртове. Овде је рођен руски цар Иван Грозни, а ту је детињство провео и Петар Први.

## Историја
Село Коломенској се први пут спомиње у тестаменту Московског кнеза Ивана I 1339. године. С временом је постао омиљени летњиковац московских кнежева.
Процват Коломенског започео је захваљујући великом московском кнезу Василију Трећем (оцу будућег руског цара Ивана IV Грозног), који је на узвишењу изнад реке Москве подигао Цркву Вазнесења Господњег, прву камену цркву у Русији са куполом у облику шатора, ремек-дело светске архитектуре. Храм је изграђен 1532. године, када је већина зграда у Москви била дрвена, тако да је блиставо бели храм у том историјском раздобљу изгледао као право чудо.
Упркос импресивној висини (62 м), храм Вазнесења има веома малу површину. Можда зато што није био намењен великом броју парохијана, већ само члановима краљевске породице и најближим рођацима и сарадницима.
Легенда каже да је храм грађен у част рођења будућег дугоочекиваног наследника, Ивана Четвртог Грозног. Одмах након изградње,храм је освећен у част Вазнесења Господњег.
Многи невероватни догађаји повезани су са дугом историјом постојања храма. Једна од њих је и проналазак у подруму храма иконе Богородице „Краствене“. То се догодило 2. марта 1917. године - на дана абдикације Николаја II. Према речима митрополита московског и коломнског Тихона, тог дана је сељанка Евдокиа Андрианова дошла у цркву и рекла свештенику да је у сну чула глас који говори о „црној“ икони у цркви, коју је постала „црвена“, а такође је видела како је из подрума изашла величанствена жена. Жене су врло пажљиво реаговале на причу, показале су сељанки све иконе које су биле у храму и, на крају, из подрума су изнеле велику икону, поцрнелу од прашине. Опрали су икону и видели на њој лик „Краљице небеске, која седи на царском престолу, држећи у рукама скиптар и куглу у црвеној хаљини, на глави је имала круну, а на коленима Богородице – био је Благословени Спаситељ. Сада се ова икона зове „Суверен“.
Алексеј I Михајлович, је уз цркву изградио величанствену дрвену палату са преко 250 соба и бајковитим торњевима. Катарина Велика је наредила да је сруше 1789. године, али московска управа је планира обновити према преживелом дрвеном моделу.
Током совјетске власти, многе дрвене грађевине из разних делова СССР-а су пренесене у Коломенски парк који је данас имозантан комплекс историјских грађевина различитих облика архитектуре.

## Одлике
Црква од белог камена има ниско приземље (подклет), основа цркве је грчки крст у чијем средишту је осмоугаони (четверик) изнад којега се уздиже високи торањ који је надсвођен осмоугаоним шатором који завршава с маленом куполом. Споља је црква украшена уским пиластрима на странама четверика, прозорима с гредама у облику стрела, док три трема (кокошник) имају ритмичне аркаде отворених галерија. Ово ремек дело руске архитектуре је следило облик дрвених цркава с торњевима са руског севера.